# عبدالعظیم رضایی
عبدالعظیم رضایی (زادهٔ ۲ فروردین ۱۳۱۱ در یَبارَک، شهریار – درگذشتهٔ ۱۲ تیر ۱۳۸۷ در تهران) پژوهشگر در تاریخ ایران باستان بود.
او دوران ابتدایی را در شهریار گذراند. در رشتهٔ علوم معقول و منقول از دانشگاه تهران مدرک کارشناسی ارشد و در رشتهٔ حسابداری و زبان انگلیسی مدرک کارشناسی دریافت کرد و همزمان پزشکیاری و زبان پهلوی را نیز آموخت. در سال ۱۳۳۰ به خدمت آموزش و پرورش درآمد. وی مدرک دکترای خود را در رشتهٔ ادیان از دانشگاه تهران گرفت. وی در سال ۱۳۸۵ از دانشگاه تاجیکستان دکترای افتخاری تاریخ گرفت.
از رضایی که سال‌ها سمت استادی رشتهٔ تاریخ دانشگاه شهید بهشتی در تهران را بر عهده داشته، بیش از ۷۰ جلد کتاب، بر جای مانده است که کتاب ۴ جلدی «تاریخ ده‌هزار سالهٔ ایران» از مهم‌ترین آن‌هاست.

## آثار
- رض‍ای‍ی، ع‍ب‍دال‍ع‍ظی‍م، ۱۲ ه‍زاره پ‍وی‍ن‍دگ‍ی و پ‍ای‍ن‍دگ‍ی ای‍ران‍ی‍ان‌، ت‍ه‍ران: ذه‍ن‌آوی‍ز، ۱۳۸۴.
- رض‍ای‍ی، ع‍ب‍دال‍ع‍ظی‍م، ۳۰۰۰ ت‍ن از ب‍زرگ‍ان و ن‍ام‍وران ای‍ران‌، ت‍ه‍ران: اق‍ب‍ال، ۱۳۸۳.
- رض‍ای‍ی، ع‍ب‍دال‍ع‍ظی‍م، ح‍ق‍ای‍ق‍ی از: اص‍ل و ن‍س‍ب ای‍ران‍ی‍ان از آغ‍از ت‍ا اس‍لام‌، تهران: م‍ؤس‍سهٔ ف‍ره‍ن‍گ‍ی ان‍ت‍ش‍ارات‍ی ف‍روه‍ر، ۱۳۵۹؛ خواجه‏‫(چاپخانه)‬‏‫، ۱۳. ‬
- رض‍ای‍ی، ع‍ب‍دال‍ع‍ظی‍م، س‍رش‍ت و س‍ی‍رت ای‍ران‍ی‍ان ب‍اس‍ت‍ان‌، ت‍ه‍ران: در‏‫‏، ۱۳۸۱. ‏‬
- رض‍ای‍ی، ع‍ب‍دال‍ع‍ظی‍م، اص‍ل و ن‍س‍ب و دی‍ن‌ه‍ای ای‍ران‍ی‍ان ب‍اس‍ت‍ان‌، [بی‌جا]: ع‍ب‍دال‍ع‍ظی‍م رض‍ای‍ی‏‫‬‏، ۱۳۶۸؛ ت‍ه‍ران: ن‍ش‍ر م‍وج‏‫‬‏، ۱۳۷۲؛ ت‍ه‍ران: در‏‫‬‏، ۱۳۷۹؛
- رض‍ای‍ی، ع‍ب‍دال‍ع‍ظی‍م، ان‍گ‍ی‍زهٔ ش‍ک‍س‍ت‌ه‍ا و پ‍ی‍روزی‌ه‍ای ای‍ران‍ی‍ان در ج‍ن‍گ‌ه‍ا، ت‍ه‍ران: در‏‫، ۱۳۸۰. ‬
- رض‍ای‍ی، ع‍ب‍دال‍ع‍ظی‍م، ت‍اری‍خ ت‍م‍دن و ف‍ره‍ن‍گ ای‍ران‌، ت‍ه‍ران: در، ۱۳۸۱.
- رض‍ای‍ی، ع‍ب‍دال‍ع‍ظی‍م، ت‍اری‍خ ده‌ه‍زار س‍الهٔ ای‍ران‌، ‏‫۴ ج (ج ۱ از پ‍ی‍دای‍ش آری‍اه‍ا ت‍ا ان‍ق‍راض پ‍ارت‍ه‍ا، ج ۲ از س‍اس‍ان‍ی‍ان ت‍ا ان‍ق‍راض آل‌زی‍ار، ج ۳ از س‍ل‍س‍لهٔ غ‍زن‍وی‍ان ت‍ا ان‍ق‍راض ص‍ف‍ویه، ج ۴ از س‍ل‍س‍لهٔ اف‍ش‍اری‍ه ت‍ا ان‍ق‍راض ق‍اج‍اری‍ه)، ت‍ه‍ران: اق‍ب‍ال‏‫، ۱۳۶۳.
- رض‍ای‍ی، ع‍ب‍دال‍ع‍ظی‍م، ت‍اری‍خ س‍ی‍اس‍ی و اج‍ت‍م‍اع‍ی ای‍ران‌، ت‍ه‍ران: ع‍ل‍م‍ی، ۱۳۷۶.
- رض‍ای‍ی، ع‍ب‍دال‍ع‍ظی‍م، ت‍اری‍خ ن‍وروز و گ‍اه‍ش‍م‍اری ای‍ران‌، ت‍ه‍ران: در‏‫، ۱۳۸۰. ‬‬
- رض‍ای‍ی، ع‍ب‍دال‍ع‍ظی‍م، ت‍خ‍ت ج‍م‍ش‍ی‍د: پ‍ای‍گ‍اه ت‍م‍دن ف‍ره‍ن‍گ ای‍ران و ج‍ه‍ان‌، ت‍ه‍ران: در، ۱۳۸۵.
- رض‍ای‍ی، ع‍ب‍دال‍ع‍ظی‍م، پ‍ی‍ش‍ی‍نهٔ ای‍ران‍ی‍ان‌، ۲ ج (ج ۱ از ب‍اس‍ت‍ان ت‍ا ان‍ق‍راض س‍اس‍ان‍ی‍ان، ج ۲ از ظه‍ور اس‍لام ت‍ا ان‍ق‍راض ق‍اج‍اری‍ه)، ت‍ه‍ران: در‏‫، ۱۳۷۸. ‬
- رض‍ای‍ی، ع‍ب‍دال‍ع‍ظی‍م، گ‍ن‍ج‍ی‍نهٔ ت‍اری‍خ ای‍ران‌، ۱۲ ج، (ج۱ پ‍ی‍ش‍دادی‍ان و ک‍ی‍ان‍ی‍ان، ج ۲ ای‍ران و ه‍م‍س‍ای‍گ‍ان آن، ج ۳ م‍اده‍ا، ج ۴ و ۵ ه‍خ‍ام‍ن‍ش‍ی‍ان، ج ۶ اشکانیان، ج ۷ و ۸ ساسانیان، ج ۹ و ۱۰ ایران و اسلام، ج ۱۱ غزنویان و سلجوقیان، ج ۱۲ صفویان، افشاریان، زندیه و قاجار)، ت‍ه‍ران: اطلس، ۱۳۷۸؛ تهران: آس‍ی‍م، ۱۳۸۵.
- رض‍ای‍ی، ع‍ب‍دال‍ع‍ظی‍م، ت‍اری‍خ ادی‍ان ج‍ه‍ان‌، ‏‫۳ ج، ت‍ه‍ران: ع‍ل‍م‍ی‏‫، ۱۳۷۷. ‬
- رض‍ای‍ی، ع‍ب‍دال‍ع‍ظی‍م، بودا کیست و پیامش چیست؟، تهران: ذهن‌آویز، ۱۳۸۶؛ تهران: پیکان‏‫، ۱۳۸۸. ‬
- رض‍ای‍ی، ع‍ب‍دال‍ع‍ظی‍م، پیام تورات چیست و اسرائیلیان چه می‌گویند؟، تهران: پیکان‏‫، ‏‫‏۱۳۹۳. ‬‬
- رض‍ای‍ی، ع‍ب‍دال‍ع‍ظی‍م، پ‍ی‍ام‌ه‍ای والای زرت‍ش‍ت ب‍ه ج‍ه‍ان‍ی‍ان (ویژهٔ زرتشتیان آریایی)، ت‍ه‍ران: ذه‍ن‌آوی‍ز‏‫، ۱۳۸۶؛ تهران: نشر پیکان‏‫، ۱۳۸۹. ‭‬‬
- رض‍ای‍ی، ع‍ب‍دال‍ع‍ظی‍م، خ‍ودآم‍وز و گ‍رام‍ر ک‍ام‍ل زب‍ان ان‍گ‍ل‍ی‍س‍ی: ب‍رای دان‍ش‌آم‍وزان راه‍ن‍م‍ای‍ی و دب‍ی‍رس‍ت‍ان‌ه‍ا و دان‍ش‌پ‍ژوه‍ان‌، ت‍ه‍ران: اطل‍س، ۱۳۷۸.

### مقاله
- رض‍ای‍ی، ع‍ب‍دال‍ع‍ظی‍م، ایران‌زمین گاهوارهٔ فرهنگ و ادب جهان، در مهر و ناهید، ش ۳، بهار و تابستان ۱۳۸۶: صص ۱۹–۲۳.